# Agora (pel·lícula)
Agora és un drama històric de 2009 dirigit per Alejandro Amenábar i protagonitzat per Rachel Weisz. És la cinquena pel·lícula d'Amenábar i la seva segona rodada completament en anglès després de The Others. La història se situa l'any 391 a la ciutat d'Alexandria (Egipte). La seva protagonista és la matemàtica, filòsofa i astrònoma Hipàcia que va ser assassinada pels seguidors del bisbe Ciril I d'Alexandria el 415. Segons l'autor, es tracta de la seva pel·lícula més personal.

## Argument

### Hipatia ensenya
Dins del Museu d'Alexandria i del Serapèum, Hipàtia (Rachel Weisz) ensenya matemàtiques, astronomia i filosofia als fills de la elit d'Alexandria. Entre els seus alumnes hi ha Orestes (Oscar Isaac) i Sinsesi (Rupert Evans). També el jove esclau Davos (Max Minghella) enamorat d'Hipàtia, és a les classes com a ajudant, escolta amb atenció a la seva ama. Orestes- que arribarà a ser el prefecte en Alexandria- també s'enamora d'Hipàtia, pretenent-la en matrimoni.

### Les revoltes i els enfrontaments
Als barris de la ciutat regna al descontent, els cristians mostren la seva fortalesa burlant-se del deu profà Serapis, a qui consideren un fals deu, un déu pagà. L'actitud provocadora dels cristians desencadena un atac mortal contra ells que serà l'inici d'una espiral de violència creuada entre les diferents fraccions religioses i els diferents estaments del poder. Al primer enfrontament Teó de Alexandria, pare d'Hipàtia, és ferit de mort. La violència augmenta sense control i la revenja s'apropia d'Alexandria. Els cristians, nombrosos i ben organitzats setien el recinte sagrat. Davant aquesta situació Hipàtia protegeix als seus deixebles, de manera especial als cristians, entre ells Davo, un esclau. Des de Roma l'emperador proclama l'immediata expulsió del recinte dels seus habitants legitimant als cristians.

### L'asalt i la victòria cristiana
La situació és desesperada, atrapada rere els murs l'astrònoma Hipàtia lluita per salvar els pergamins que guarden la saviesa del món antic. Al seu costat resisteix Davo, que es debat entre l'amor que li professa i la llibertat que podria assolir unint-se a l'imparable ascens dels cristians. Davo és manumès per la seva mestressa Hipàtia que fuig aclaparada juntament amb els seus deixebles i els patricis. L'expulsió es consuma: els edificis són espoliats i arrasats.
Però la pau no arriba. La provocació dels cristians als jueus en una representació teatral i la manca de resposta de l'autoritat fa que aquests es prenguin la justícia pel seu compte -amb una emboscada en què moren nombrosos cristians- però que de res servirà ja que els jueus seran finalment massacrats i expulsats de la ciutat. Els cristians consoliden el seu poder i l'apliquen sense misericòrdia.
L'expulsió d'Hipàtia i els seus dels edificis oficials i emblemàtics -que han quedat en mans dels cristians- no sembla ser suficient. Els jerarques cristians confabulen contra el prefecte Orestes a qui volen obligar davant la Bíblia a abjurar de la seva fidelitat a Hipàtia.

### La desolació
La vida d'Hipàtia està en perill. Ella representa la negació del patriarcat i dels patriarques cristians: una dona no sotmesa a cap home, culta, reconeguda matemàtica i astrònoma, admirada pels seus deixebles que a més es nega a convertir-se a una religió en la qual no creu, el cristianisme.
Davant la Bíblia, el bisbe Ciril I d'Alexandria condemna Hipàtia per pagana i bruixa i ordena la seva lapidació. Els seguidors del bisbe busquen pels carrers tumultuosos d'Alexandria a Hipàtia per executar-la. En l'aldarull, Davo, el seu antic esclau, encara enamorat, també la busca amb la finalitat de salvar-la dels seguidors de Ciril, però quan la troba, ja és massa tard, ja que ja es trobava en camí per a la seva execució. Davo decideix seguir-los i abans que Hipàtia sigui apedregada, esquarterada i arrossegada pels carrers, li pren la vida durant un moment de descuit per part dels executors per evitar-li qualsevol dolor físic

## Repartiment
- Rachel Weisz: Hipàcia d'Alexandria
- Max Minghella: Davus
- Oscar Isaac: Orestes
- Ashraf Barhom: Amonio
- Michael Lonsdale: Teó
- Rupert Evans: Sinesi

## Guardons[4]

### Premis
- Premi Goya al millor guió original per Alejandro Amenábar i Mateo Gil
- Premi Goya a la millor fotografia
- Premi Goya al millor disseny de vestuari
- Premi Goya al millor maquillatge i perruqueria
- Premi Goya a la millor direcció artística

### Nominacions
- Premi Goya a la millor pel·lícula
- Premi Goya al millor director per Alejandro Amenábar
- Premi Goya a la millor actriu protagonista per Rachel Weisz